# Блакитне озеро (Хорватія)
Блакитне озеро (хорв. Modro jezero) — прісноводне карстове озеро, розташоване біля містечка Імотський, що в південній Хорватії.

## Опис
Озеро лежить у глибокій карстовій вирві, що сформувалася ймовірно в результаті руйнування величезної підземної печери. Глибина води змінюється залежно від пори року. Навесні, під час танення снігів у навколишніх горах, вона може досягати 90 метрів, а 1914 року вода піднялася на 114 метрів, затопивши південний край вирви.
Найбільші розміри озера сягали близько 800 × 500 метрів, однак вони схильні до суттєвих змін залежно від рівня води. До кінця літа озеро може повністю пересихати.
1942 року землетрус викликав великий зсув, у результаті якого глибина озера зменшилася.

## Цікаві місця для туристів
У 1907 році до озера була побудована дорога для візиту Франца Йосифа I. В літню пору дорога переповнена туристами.
В озері є кілька великих відомих валунів (Катавич, Якичин, Павич), за допомогою яких місцеві жителі оцінюють зміни рівня води в озері.
Над озером височіє скеля, з якої туристи стрибають у воду, а також стародавня фортеця Топана.
Блакитне озеро — популярний туристичний і екскурсійний об'єкт. А в кілометрі від нього розташовано не менш відоме Червоне озеро.